# Станушина
Станушина — сорт червоного винограду, аборигенний для Північної Македонії і не зустрічається більше ніде у світі. Сорт мало відомий за межами своєї рідної країни, проте з нього можуть вироблятися вина високої якості. Вирощується переважно в області Тиквеш.
Інтродукція іноземних сортів винограду призвела до різкого зменшення кількості Станушини в виноградниках країни й поставила цей рідкісний аборигенний сорт винограду під загрозу знищення. Розуміючи цю проблему, місцеві виноробні роблять спроби відновлення цього унікального македонського сорту.
Виноград володіє високою стійкістю до посухи та шкідників і може вирощуватися без додаткового зрошення. Плоди сорти дозрівають дуже пізно, але він дає гарні врожаї (в середньому 15-20 т/га). Ягоди середнього розміру, круглі, злегка подовжені, темно-синього кольору. Виноградний сік містить близько 18-20 % цукру і 6-9 г/л кислоти. Хороший рік він може стати основою для вина високої якості й середньої міцності з 11-12 % спирту. Багате по витримці, але з характерно блідим кольором; високий рівень кислоти надає вину чудову свіжість, і його рекомендується вживати при температурі 10-16°C. Станушина зазвичай має легкий аромат суниці, малини, чорної смородини та сухого листя. Це робить його відмінним доповненням до білих і жовтих сирів, легких і вершкових десертів, листових салатів, горіхів і солодощів.

## Кавадарка
Кавадарка є одним з найстаріших і найпопулярніших вин в Македонії. Воно виробляється з винограду Станушина з околиць міста Погоди, який дав йому назву. Хоча це одне з найдешевших вин в Македонії, воно має дуже добрий смак і якість. Його найкраще подавати при температурі від 16 до 18 °C.